# 長宗我部満幸
長宗我部 満幸（ちょうそかべ みつゆき、生没年不詳）は、鎌倉時代の武士。長宗我部氏の6代目当主。土佐国岡豊城主。
父は長宗我部氏幸（第5代当主）。子に長宗我部兼光（第7代当主）・広井俊幸・中島俊高・野田俊吉・大黒範宗がいる。